# Ganga de Madagascar
La ganga de Madagascar (Pterocles personatus) és una espècie d'ocell de la família dels pteròclids (Pteroclididae) que habita les planures àrides de les terres baixes del sud, oest i nord de Madagascar.